# San Marino nos Jogos Olímpicos de Verão de 1972
San Marino competiu nos Jogos Olímpicos de Verão de 1972 em Munique, Alemanha Ocidental.

## Resultados por Evento

### Ciclismo
Estrada Individual masculino
- Daniele Cesaritti — não terminou (→ sem classificação)

### Tiro
Pistola rápida:
- Bruno Morri - 570pts (47º lugasr).
- Roberto Tamagnini - Desistiu.

Carabina três posições 50 m:
- Italo Casali - 1026pts (65º lugar).
- Libero Casali - 997pts (68º lugar).

Fossa olímpica:
- Silvano Raganini - 186pts (24º lugar).
- Guglielmo Giusti - 175pts (43º lugar).